# Lacey Chabert
Lacey Nicole Chabert (Purvis, Misisipi, 30 de septiembre de 1982) es una actriz estadounidense. Es conocida por haber interpretado a Claudia Salinger en Party of Five, a Gretchen Wieners en Mean Girls, y por prestar su voz para personificar a Eliza Thornberry en Los Thornberrys. 

## Primeros años
Chabert nació en Purvis, Misisipi, hija de Julie, ama de casa, y Tony Chabert, cajún francófono de Luisiana que trabajaba como operario de mantenimiento para una compañía petrolífera. Tiene un hermano menor, T. J., y dos hermanas, Wendy y Crissy.

## Carrera
Chabert hizo sus comienzos como la joven Cosette en Los miserables en el teatro de Broadway. Fue miembro de Broadway Kids ("los niños de Broadway"), los cuales incluían a Christy Carlson Romano, Chris Trousdale, Eden Riegel y Greg Raposo. Al principio fue seleccionada para interpretar el papel de la joven Lily en la película Return to the Blue Lagoon (1991), pero lo declinó por razones desconocidas. Chabert tomó el personaje de Bianca Montgomery en la soap opera de ABC All My Children (1993). Se hizo famosa internacionalmente por su papel de Claudia Salinger en Party of Five. Sobre su participación en la serie dijo: "Tuve que descubrir todo acerca de mí en aquel programa: mi primer beso, mi primer sujetador. Tenía 11 años cuando comencé". El papel que la llevó a la fama fue el de Penny Robinson en la película Perdidos en el espacio (1998), basada en la serie homónima de 1960. Chabert interpretó luego a Rachel Sawyer en Hometown Legend.
Desde 1998 fue la voz de Eliza Thornberry en la serie animada Los Thornberrys, incluyendo las adaptaciones cinematográficas que se hicieron de la serie: Los Thornberrys: la película (2002) y Rugrats Go Wild! (2003). Fue además la voz de Meg Griffin en la primera y parte de la segunda temporada de Padre de familia (1999), siendo reemplazada después por Mila Kunis. Chabert interpretó el papel principal en la película para televisión The Brooke Ellison Story, producida por Christopher Reeve y basada en hechos reales, donde una mujer tetrapléjica tiene que superar varios obstáculos para graduarse en Harvard. Protagonizó Mean Girls (2004) y la película para televisión Hello Sister, Goodbye Life (2006) en ABC Family. Apareció en el remake de Black Christmas (2006). También participó de la película Una herencia inesperada en 2006, en el papel de Olivia. Apareció en un episodio de Ghost Whisperer, junto a Jennifer Love Hewitt, interpretando a una mujer con cierto parecido con Melinda Gordon (Love Hewitt), siendo la razón por la que muchos fanes confunden a las dos actrices. Fue la voz de la Princesa Elise en el videojuego de Sonic para PS3 y Xbox 360. Además, prestó su voz a Gwen Stacey para la serie animada The Spectacular Spider-Man (2008).
Chabert ganó en 2005 el MTV Movie Award por la película Mean Girls junto a Lindsay Lohan, Rachel McAdams y Amanda Seyfried. Ganó dos YoungStar Award, de The Hollywood Reporter, a la mejor interpretación de una actriz joven por la serie Cinco en familia y fue nominada en tres ocasiones por sus trabajos entre 1999 y 2000 a los YoungStar Awards a la mejor película, televisión y actuación musical creadas exclusivamente para personas de entre 6 y 18 años de edad.
En 2007 Chabert protagonizó para la Fox el episodio piloto de la comedia The Hot Years, cuya trama giraba alrededor de cuatro amigas que viven juntas. El piloto no tuvo éxito y la serie fue cancelada. Chabert fue chica de portada en la revista Maxim en enero de 2007.

## Vida personal
Chabert se ha definido como cristiana. Ha mostrado públicamente su fe en Dios y pasa el tiempo con su familia, a la que considera muy importante para ella.
En 2013 la actriz contrajo matrimonio con Dave Nehdar en Los Ángeles. Su hija, Julia Mimi Bella Nehdar, nació el 1 de septiembre de 2016.

## Filmografía

### Cine
| Año  | Título                                             | Personaje                            |
| ---- | -------------------------------------------------- | ------------------------------------ |
| 1993 | Gypsy                                              | Bebé June                            |
| 1997 | When Secrets Kill                                  | Jennie                               |
| 1997 | Anastasia                                          | Anastasia (joven) (voz en canciones) |
| 1998 | El rey león II                                     | Joven Vitani                         |
| 1998 | Perdidos en el espacio                             | Penny Robinson                       |
| 1999 | An American Tail: The Mystery of the Night Monster | Tanya Mousekewitz (voz en canciones) |
| 1999 | We Wish You a Merry Christmas                      | Cindy (voz)                          |
| 2000 | An American Tail: The Treasure of Manhattan Island | Tanya Mousekewitz (voz)              |
| 2001 | Not Another Teen Movie                             | Amanda Becker                        |
| 2001 | Tart                                               | Eloise Logan                         |
| 2002 | Hometown Legend                                    | Rachel                               |
| 2002 | Balto 2: Wolf Quest                                | Aleu (voz)                           |
| 2002 | Los Thornberrys: la película                       | Eliza Thornberry (voz)               |
| 2003 | Rugrats Go Wild!                                   | Eliza Thornberry (voz)               |
| 2003 | Daddy Day Care                                     | Jenny                                |
| 2004 | The Brooke Ellison Story                           | Brooke Ellison                       |
| 2004 | Mean Girls                                         | Gretchen Wieners                     |
| 2005 | Dirty Deeds                                        | Meg                                  |
| 2005 | Fatwa                                              | Noa Goldman                          |
| 2005 | The Pleasure Drivers                               | Faruza                               |
| 2006 | Be My Baby                                         | Tiffany                              |
| 2006 | Black Christmas                                    | Dana Mathis                          |
| 2006 | Una herencia inesperada                            | Olivia                               |
| 2007 | What If God Were the Sun?                          | Jamie Spagnoletti                    |
| 2008 | Sherman's Way                                      | Marcy                                |
| 2009 | Quantum Quest: A Cassini Space Odyssey             | Jeanna (voz)                         |
| 2009 | In My Sleep                                        | Becky                                |
| 2009 | The Ghosts of Girlfriends Past                     | Sandra Volkom                        |
| 2010 | Sed: desierto maldito                              | Noelle Rivers                        |
| 2012 | My Bloody Christmas                                | Jane Riocker                         |
| 2012 | Matchmaker Santa                                   | Melanie                              |
| 2012 | Ghost of Goodnight Lane'                           | Danny Taymore                        |
| 2012 | Imaginary Friend                                   | Emma                                 |
| 2013 | Sanitarium                                         | Ms. Lorne                            |
| 2013 | Scarecrow (TV)                                     | Kristen                              |
| 2014 | A Royal Christmas                                  | Emily Taylor                         |
| 2015 | Family for Christmas                               | Hannah Dunbar                        |
| 2016 | A Wish for Christmas                               | Sara Thomas                          |
| 2017 | My Secret Valentine                                | Chloe Grange                         |
| 2018 | Love on Safari                                     | Kira Slater                          |
| 2019 | Christmas in Roma (TV)                             | Angela                               |
| 2019 | Pride, Prejudice and Mistletoe                     | Emma Covinn                          |
| 2024 | Hot Frosty                                         | Kathy Barrett                        |

### Televisión
| Año     | Título                     | Personaje                                        |
| ------- | -------------------------- | ------------------------------------------------ |
| 1991    | Star Search con Ed McMahon | Finalista vocal jr.                              |
| 1993    | All My Children            | Bianca Montgomery #3; 2 episodios                |
| 1994    | Party of Five              | Claudia Salinger (1994-2000)                     |
| 1996    | Oye Arnold!                | Ruth P. McDougal (1996-1997) (2 episodios) (voz) |
| 1998    | Los Thornberrys            | Eliza Thornberry (1998-2004) (voz)               |
| 1999    | Padre de familia           | Meg Griffin (1999) (voz)                         |
| 2003    | The Drew Carey Show        | Grace (1 episodio)                               |
| 2004    | The Brooke Ellison Story   | Brooke Ellison (película para TV)                |
| 2005    | American Dragon: Jake Long | Jasmine (voz) (episodio 2)                       |
| 2006    | Bratz                      | Kaycee (voz)                                     |
| 2006    | Hello Sister, Goodbye Life | Olivia Martin (película para TV)                 |
| 2006    | Chaotic                    | Krystella (voz)                                  |
| 2007    | Ghost Whisperer            | Donna Ellis (1 episodio)                         |
| 2007    | What If God Were the Sun?  | Jamie Spagnoletti (película para TV)             |
| 2007    | The Hot Years              | Stevie                                           |
| 2008    | The Spectacular Spider-Man | Gwen Stacy (voz)                                 |
| 2010-12 | Young Justice              | Zatanna Zatara (voz, 17 episodios)               |
| 2014    | The Color of Rain          | Película TV                                      |
| 2015    | Una melodía navideña       | Película TV                                      |

### Otros

#### Teatro
- Los miserables, como joven Cosette (1992-1994)

#### Videojuegos
- Sonic the Hedgehog  (2006), como Princesa Elise
- Star Wars: The Old Republic (2011), como Mako
- Injustice: Gods Among Us (2013), como Zatanna Zatara